# Sajmenski kolobarjasti tjulenj
Sajmenski kolobarjasti tjulenj (znanstveno ime Pusa hispida saimensis, finsko Saimaannorppa) je podvrsta in ledeniški relikt kolobarjastega tjulnja (Pusa hispida). Spadijo med najbolj ogrožene tjulnje na svetu, saj imajo skupno populacijo le približno 400 osebkov. Edina obstoječa populacija živi v jezeru Saimaa na Finskem (od tod tudi ime). Približno 9500 let so živeli v popolni izolaciji od drugih populacij kolobarjastih tjulnjev in so se ločili v morfološko ter ekološko drugačno podvrsto. Populacija izvira iz kolobarjastih tjulnjev, ki so bili ločeni od ostalih, ko se je kopno dvignilo po zadnji ledeni dobi. Ta tjulenj je poleg ladoškega in bajkalskega tjulnja eden redkih še živečih sladkovodnih tjulnjev.

## Razširjenost
Sajmenski kolobarjasti tjulenj je endemit njihovega habitata v jezeru Saimaa na Finskem. Jezero leži med mestoma Lappeenranta na jugu in Joensuu na severu ter obsega oval s približno 180 x 140 km. Sestavljeno je iz številnih večjih kotlin, povezanih z ožjimi kanali, izklesanimi od ledenika, in ima 13.710 otokov, približno dolžino obale 14.850 kilometrov in površino 4279 km². Je razmeroma plitvo, ima povprečno globino 17 metrov in največjo globino 85,8 m. Sladkovodno jezero zamrzne med mesecem novembrom in majem, zaradi česar so tjulnji habitat v ledu in v odprtih vodah. V poletnih mesecih, ko se led stopi, otoki nudijo dovolj prostora za levitev in razmnoževanje tjulnjev.

## Videz
Odrasel sajmenski kolobarjasti tjulenj je dolg med 85 in 160 centimetri in tehta med 50 in 90 kilogrami; samci so običajno večji od samic. Obarvani so temno sivo, s sivo-črnim hrbtom s krožnimi belimi kolobarji. Spodnji del trebuha je svetlo siv. Je temnejše barve kot katerikoli drug kolobarjasti tjulenj.

## Prehrana
Tjulenj nima neverjetno raznolike prehrane. So splošni hranilci in jedo izključno ribe. Med zaužitimi ribami so predvsem majhne v povprečni dolžini od 8,6 cm do 21 cm, medtem ko se je izkazalo, da mladiči jedo nekoliko manjše ribe od povprečja. Večino njihove prehrane sestavljajo mala ozimica (coregonus albula), snetci ( Osmeridae), ostriž in rdečeoka. Prehrana mladičev se izrazito razlikuje od prehrane odraslih, saj je sestavljena predvsem iz ostrižev in rdečeok, ki jih najdemo v plitvi vodi, kjer preživijo večino časa v zgodnjih mesecih, medtem ko odrasli zaužijejo več male ozimice in snetcev.
Dolgo časa je veljalo, da sajmenski kolobarjasti tjulenj tekmuje s komercialno in rekreacijsko ribiško industrijo, zato so se zanje izplačevale nagrade vse do leta 1940. Vendar je bilo pred kratkim dokazano, da tjulenj minimalno ali nič ne vpliva na ribiško industrijo. Ne plenijo lokalnih ogroženih vrst lososov (Salmo salar m. Sebago, S. trutta m. lacustris in Salvelinus alpines). Čeprav plenijo dragoceno populacijo rišca, razmerje med populacijo risanca in količino, ki jo zaužijejo tjulnji, kaže, da ne tekmujejo z lokalno ribiško industrijo.

## Vedenje

### Razmnoževanje
Sajmenski kolobarjasti tjulenj postanejo zreli med 4. in 6. letom starosti. Stopnja brejosti je med 80 in 95 odstotki. Brejost traja 11 mesecev. Njihovi mladiči so veliki med 55 in 65 centimetri in ob rojstvu težki 4 do 5 kilogramov. Življenjska doba je nekaj več kot 20 let.
Študija, izvedena med letoma 1980 in 1984, je razkrila, da sajmenski kolobarjasti tjulnji naredijo zakopane brloge blizu obale in se zaradi svoje dolgoživosti razmnožujejo enkrat letno.
Imajo dve vrsti brlogov; izvlečni brlog, kjer se ne parijo, in paritveni brlog. Brlogi za razmnoževanje so bližje obali kot brlogi za izvleke.

### Potapljanje
Potapljanje je pomembno vedenje za vodne sesalce, saj je nekaj, na kar se zanašajo pri vedenju, kot sta iskanje hrane in potovanje. Trajanje njihovih potopov se podaljša od pomladi do jeseni, kar je lahko posledica razpoložljivosti hrane, zanimivo pa je, ker so ena redkih vrst tjulnjev brez izhoda na morje. Opravljenih je bilo veliko študij za opazovanje potapljanja sajmenskega kolobarjastega tjulnja, za katerega je bilo ugotovljeno, da traja dlje, kot je bilo pričakovano. Njihov povprečni čas za dolg potop je bil zabeležen pri 15 minutah in verjeli so, da je šlo za aerobni potop v mirovanju.
Povprečna globina potopa je od 10 do 15 m; vendar so bile njihove največje globine potopa omejene z globino okolja. Opazili so tudi, da ima tjulenj sezonske vzorce izvleke. Maja in junija, ko se tjulnji levijo, jih opazimo tako podnevi kot ponoči; vendar so pozno poleti opazili, da se izvlečejo le ponoči.
Sajmenski kolobarjasti tjulenj je sposoben dokončati svoje potope in krmariti v svojem okolju zaradi svojih visoko razvitih vibrissae, znanih tudi kot brki. S svojimi brki lahko zaznajo zvočne in tlačne valove v sicer temnem okolju.

## Ohranjanje
Sajmenski kolobarjasti tjulenj je na Finskem zakonsko zaščiten od leta 1955; vlada ZDA ga je navedla tudi kot ogroženega v skladu z zakonom o ogroženih vrstah.
Ogroženo izumrtje je bilo dolgo v središču velike oglaševalske kampanje Finskega združenja za ohranjanje narave, plakat, ki prikazuje tjulnja, pa je postal finska ikona ohranjanja narave na splošno.
Leta 1983 je populacija štela med 100 in 150 tjulnjev. Leta 2005 jih je bilo okoli 270, zaradi dveh neugodnih gnezditvenih obdobij, 2006 in 2007, pa se je število zmanjšalo na 260. Leta 2013 je bila populacija ocenjena na nekaj več kot 300 in je številčnost populacije rahlo rasla. Število plemensko sposobnih samic je bilo 87. Menili so, da bi se neposredna grožnja izumrtja zmanjšala, če bi populacija narasla na več kot 400 osebkov.
Spomladi 2016 so našli 79 mladičev, od katerih so bili štirje mrtvi.
Da bi zaščitili sajmenskega kolobarjastega tjulnja, obstajajo prostovoljne omejitve ribolova na delu njihovih življenjskih območij. Najpomembnejša oblika omejitve je prepoved ribolovnih mrež od 15. aprila do konca junija na približno 15 % jezera; skoraj ves ribolov je rekreacijski. Smrtnost pri prilovu pa je ostala visoka z ocenjeno smrtnostjo 20–30 tjulnjev letno, večinoma mladičev istega leta.
Leta 2010 je Evropska unija od Finske zahtevala, naj stori več za zaščito tjulnjev, zlasti pred ribolovom z mrežami. Da bi zmanjšali umrljivost tjulnjev, starejših od enega leta, pri prilovu, je bila od leta 2011 prepovedana uporaba nekaterih načinov ribolova, ki so vključevali mreže z močnimi mrežnimi očesi, velike pasti za ribe in trnke z ribjo vabo, v glavnem delu habitata.
Leta 2016 sta en zakon in medsebojni dogovor med organi in lastniki ribiških voda nadomestila prejšnja dva zakona. Za spoštovanje ribolovnih omejitev ribiške zadruge dobijo 1,7 evra na hektar. Med sredino aprila in koncem junija je na določenih območjih, ki so izvlečena v polmeru 5 km od gnezdišč, prepovedan ribolov z mrežami (razen z mrežami za rebca).
Uspeh vzreje je odvisen od zadostne količine ledu in snežne odeje. Izguba snega in ledu zaradi nenehnih podnebnih sprememb jih neposredno ogroža. Snežni zameti, ki jih je ustvaril človek, so se izkazali za uspešne pri izboljšanju uspešnosti razmnoževanja tjulnjev v zimah s slabimi snežnimi razmerami. Snežne zamete so testirali tri zime, od leta 2014 pa jih redno uporabljajo. Poleg tega so v razvoju tudi umetni brlogi za zime, ko zaradi podnebnih sprememb ni snega na ledu. Strokovnjaki za varstvo narave pričakujejo, da bodo proizvedli 100 teh škatel, ki jih bodo razpršili in vzdrževali lokalni prebivalci.
Nedavne ocene kažejo, da trenutno populacijo šteje med 420 in 430 posameznikov.
Sajmenski kolobarjasti tjulenj živi predvsem v dveh finskih nacionalnih parkih, Kolovesi in Linnansaari. Potepuhe so opazili na veliko večjem območju, vključno s središčem Savonlinne.

### Norppalive
Norppalive (dobesedno kolobarjasti tjulenj v živo) je spletni prenos sajmenskega kolobarjastega tjulnja v živo, ki ga je ustvaril WWF. Prikazuje živo sliko kraja, ki ga občasno obišče tjulenj. Namen Norppalive je ozaveščanje o sajmenskem kolobarjastem tjulnju. Leta 2016 je Norppalive zbral največ 180.000 sočasnih gledalcev in skupno več kot dva milijona gledalcev. Eden najbolj znanih kolobarjastih tjulnjev, ki so jih našli v prenosih v živo, je Pullervo, ki je pridobil status najbolj znanega finskega kolobarjastega tjulnja.